# Лэдброк-Гроув (станция метро)
Лэдброк-Гроув (англ. Ladbroke Grove) — станция лондонского метрополитена в районе Кенсингтон округа Кенсингтон-энд-Челси в западном Лондоне. Станция расположена между станциями Лэтимер-роуд и Уэстбурн-парк на линии Хаммерсмит-энд-Сити и относится ко второй тарифной зоне.
Станция была открыта 13 июня 1864 года в составе железной дороги компании Метрополитэн Рэйлуэй (англ. Metropolitan Raiway) под названием Ноттинг-Хилл, после присоединения данной станции к линии Паддингтон — Хаммерсмит станция (в 1880) получила название «Ноттинг-Хилл-энд-Лэдброк-Гроув». 1 июня 1919 года станцию вновь переименовали и присвоили название Лэдброк-Гроув (Норт Кенсингтон), современное название станция носит с 1938 года.
Рядом со станцией расположен крупный рынок Портобелло-роуд и компании, арендующие торговые места на рынке, начали кампанию за переименование станции в Портобелло-роуд.